# Estevan (circonscription saskatchewanaise 1908-1938)
Pour les articles homonymes, voir Estevan (homonymie).
Circonscription électorale provinciale du Canada
Estevan (ensuite Bromhead) est une circonscription électorale provinciale de la Saskatchewan au Canada. Elle est représentée à l'Assemblée législative de la Saskatchewan de 1908 à 1938.

## Liste des députés
| Parlement | Années              | Député        | Député                      | Parti                     |
| Estevan   | Estevan             | Estevan       | Estevan                     | Estevan                   |
| --------- | ------------------- | ------------- | --------------------------- | ------------------------- |
| 2e        | 1908–1912           |               | George Alexander Bell (en)  | Libéral                   |
| 3e        | 1912–1912           |               | George Alexander Bell (en)  | Libéral                   |
| 3e        | 1912-1917           |               | George Alexander Bell (en)  | Libéral                   |
| 4e        | 1917–1918           |               | George Alexander Bell (en)  | Libéral                   |
| 4e        | 1918-1925           | Robert Dunbar |                             | Libéral                   |
| 5e        | 1921–1925           | Robert Dunbar |                             | Libéral                   |
| 6e        | 1925–1929           |               | James Forbes Creighton (en) | Indépendant               |
| 7e        | 1929–1930           |               | Eleazer Garner (en)         | Libéral                   |
| 7e        | janvier 1931        |               | David McKnight              | Progressiste-conservateur |
| 7e        | fév. 1931-nov. 1932 |               | Norman Leslie McLeod (en)   | Libéral                   |
| 7e        | nov. 1932-1934      |               | Vacant                      | Vacant                    |
| Bromhead  |                     |               |                             |                           |
| 8e        | 1934–1938           |               | Norman Leslie McLeod (en)   | Libéral                   |

- En février 1931, l'Assemblée législative accepte une pétition de Norman L. McLeod déclarant que les bulletins de vote avaient été falsifiés. McLeod siégea alors comme député à la place de McKnight. Cependant, la cour déclara l'élection nulle est le siège devient alors vacantSaskatchewan Archives Board, « Résultats des élections générales », sur saskarchives.com (consulté le 5 juin 2020).